# Єреванський державний ляльковий театр імені Ованеса Туманяна
Єреванський державний ляльковий театр імені Ованеса Туманяна — державний ляльковий театр у столиці Вірменії місті Єревані.
Заклад носить ім'я великого вірменського поета і письменника, громадського діяча Ованеса Туманяна.

## Загальні дані
Єреванський державний ляльковий театр імені Ованеса Туманяна міститься на першому поверсі сучасного житлового будинку в єреванському середмісті і розташований за адресою:
вул. Саят-Нова, буд. 4, м. Єреван—375001 (Республіка Вірменія).
Директор і художній керівник театру — Рубен Бабаян.

## З історії театру
Єреванський державний ляльковий театр імені Ованеса Туманяна є одним з найстаріших вірменських (і в країнах колишнього СРСР) дитячим, а саме ляльковим театром. Заклад був заснований у жовтні 1935 року, причому спершу в Гюмрі, а вже за 3 місяці в Єревані. 
Апологетом створення вірменського театру ляльок була Хасмік Гьозалян, що здобула театральну овіту в Москві, вона ж закінчила московські курси лялькарів Сергія Образцова задля створення відповідного театру у Вірменії. Серед інших засновників театру — актриса Єреванського театру юного глядача Софія Бежанян, педагог Маруке Дургарян, художник Геворг Аракелян, актори Араксія Арабян та Погос (Павлос) Бороян. Першими виставами театру стали «Неслухняний Петік» та «Пес і Кіт», що відразу ж завоювали любов дитячої і дорослої авдиторії.
За роки існування театру змінилось понад 30 директорів закладу, робота деяких з них призводила до зміни одноманітного репертуару, а значить, творчих пошуків і неодмінного творчого розвитку й зростання колективу. 
Визначний внесок у розвиток національного мистецтва лялькового театру зробив режисер, актор і педагог Борис Шунаєв. Власне са́ме з його ім'ям пов'язаний шерег найуспішніших в історії закладу постановок у період 1939—58 років.
Великі досягнення і Мані Асланян, яка була генеральним директором закладу протягом 2 десятиліть (1959—78), поставивши 42 різноманітних за формами та сюжетикою спектаклі на єреванській ляльковій сцені.
Від 1975 року Єреванський державний ляльковий театр імені Ованеса Туманяна є колективним членом Міжнародної Асоціації діячів лялькових театрів—UNIMA.
У 1977 році при театрі відкрився унікальний музей вірменського лялькового мистецтва. 
У 1989—96 роки Єреванський державний ляльковий театр імені Ованеса Туманяна  очолював письменник і драматург Рубен Марукян — у цей час поставлено 19 спектаклів, включно з виставами за творами відомих вірменських, російських і зарубіжних авторів («Три апельсини» К. Гоцці, «Поп та його робітник Балда» О. С. Пушкіна, «Золоте місто» О. Туманяна, «Зроби добро і кинь його у воду» Г. Агаяна та інші).
У 1998 році художнім керівником-головним режисером Єреванського театру ляльок став Рубен Бабаян, що до того мав 18-річний творчий досвід роботи у ляльковому театрі.
У жовтні 2005 року театр гучно відзначив свій 70-літній ювілей — з цієї нагоди відбулися святкові заходи, вийшла друком книга про історію театру авторства Дереніка Мартиросяна.

## З репертуару
Репертуар Єреванського державного лялькового театру імені Ованеса Туманяна складають найкращі казки і твори дитячої літератури Вірменії та зарубіжжя. Вистави єреванських лялькарів адресовані переважно дітям та молоді, але є вистави, розраховані і на дорослу авдиторію.
За час роботи Єреванський театр ляльок поставив понад 230 вистав.
Чинний репертуар включає спектаклі: «Пес і Кіт», «Мисливець-вигадник» і «Невидимий півник» О. Туманяна, «Музики проти своєї волі» бр. Грімм, «Анаїт» Г. Агаяна, «Під зіркою Вифлеєма» Волкова, «Нові прогиди вовка та дітей» Мартиросяна, «Золота рибка» О. Пушкіна, «Квіти малої Іди» Г. К. Андерсена.
Єреванські лялькарі чимало гастролюють, з великим успіхом показували свої вистави на різноманітних міжнародних лялькарських фестивалях у багатьох країнах світу.

## Виноски
1. ↑  Театри Єревана на www.imyerevan.com (рос.)
2. ↑  Єреванський ляльковий театр [Архівовано 13 червня 2010 у Wayback Machine.] на www.armeniapedia.org (Вірменська електронна енциклопедія за вікі-зразком) [Архівовано 21 червня 2010 у Wayback Machine.] (англ.)
3. ↑  Історія театру[недоступне посилання з червня 2019] на Офіційна вебсторінка театру [Архівовано 26 лютого 2021 у Wayback Machine.] (англ.)
4. ↑  Заклади культури Єревана [Архівовано 11 березня 2009 у Wayback Machine.] на www.visitarm.com (вірменський туристичний вебресурс) [Архівовано 17 липня 2011 у Wayback Machine.] (англ.)